# (1346) Gotha
(1346) Gotha es el asteroide número 1346 situado en el cinturón principal. Fue descubierto por el astrónomo Karl Wilhelm Reinmuth  desde el observatorio de Heidelberg, el 5 de febrero de 1929. Su designación alternativa es 1929 CY. El asteroide fue nombrado en honor de la ciudad de Gotha, en reconocimiento a su observatorio, el observatorio de Seeberg.